# デイヴィッド・ショア
デイヴィッド・ショア（David Shore、1959年7月3日 - ）は、カナダの脚本家、テレビプロデューサー、監督。

## 生い立ち
カナダのオンタリオ州ロンドンで生まれる。双子の弟エフライムとラファエルはAish HaTorahのラビ。弟のラファエルは中東戦争に関する政治ドキュメンタリーを3本制作しているが、家族の中でドラマ制作に携わっているのはデイヴィッドだけである。
A.B.ルーカス中等学校を優秀な成績で卒業した後、ウェスタンオンタリオ大学で学士号を取得し、1982年にトロント大学で法学士号を取得した。大学卒業後は、母国カナダで地方自治体や企業を専門とする法律事務所で働き、1991年にロサンゼルスに移ってテレビ脚本家としてのキャリアを始めた。
2018年6月20日、ウェスタンオンタリオ大学から法学の名誉学位を授与された。

## フィルモグラフィ
- 騎馬警官（1995）計7話脚本
- ザ・プラクティス ボストン弁護士ファイル（1997）計2話脚本
- ロー&オーダー（1997–99）計7話脚本
- Dr.HOUSE（2004-2012）原案・製作総指揮、計2話監督、計16話脚本、計3話原案
- バトル・クリーク 格差警察署（2015）原案・製作総指揮、計4話脚本
- スニーキー・ピート（2015）原案・製作・脚本
- フーディーニ&ドイルの怪事件ファイル 〜謎解きの作法〜（2016）製作総指揮
- グッド・ドクター 名医の条件（2017）企画、計3話監督、計15話脚本

## 受賞歴
| 年   | 賞                           | カテゴリ                                   | 作品                                               | 結果 | 備考  |
| ---- | ---------------------------- | ------------------------------------------ | -------------------------------------------------- | ---- | ----- |
| 2005 | プライムタイム・エミー脚本賞 | ドラマシリーズ部門                         | Dr.HOUSE（S1E21,”3つの寓話”）                      | 受賞 | [ 2 ] |
| 2018 | ヒューマニタス賞             | 60 Minute Network or Syndicated Television | グッド・ドクター 名医の条件（S1E1,”雨の日の匂い”） | 受賞 | [ 3 ] |